# Gabriel Vaccari Kavalkievicz
Gabriel Vaccari Kavalkievicz (ur. 25 grudnia 1996 w Kurytybie) – brazylijski siatkarz, reprezentant kraju, grający na pozycji przyjmującego.

## Sukcesy klubowe
Mistrzostwo Brazylii:
- 2023[3], 2025[4]
- 2018[5]
- 2017, 2021

Superpuchar Brazylii:
- 2022[6], 2024[7]

Klubowe Mistrzostwa Świata:
- 2024[8]
- 2022[9]

Puchar Brazylii:
| 2015–2018 | SESI São Paulo      |
| 2018–2021 | Vôlei Renata        |
| 2021–2022 | Tourcoing LM        |
| 2022–     | Sada Cruzeiro Vôlei |

- 2023[13], 2024[14]

Klubowe Mistrzostwa Ameryki Południowej:
- 2023[15], 2024[16], 2025[17]

## Sukcesy reprezentacyjne
Mistrzostwa Ameryki Południowej Juniorów:
- 2014[18]

Puchar Panamerykański Juniorów:
- 2015[19]

Mistrzostwa Ameryki Południowej U-23:
- 2016[20]

Liga Narodów:
- 2021[21]

Mistrzostwa Ameryki Południowej:
- 2021[22]